# FlgA
La proteína FlgA, es una proteína chaperona flagelar periplásmica encargada del ensamblaje del anillo P encontrado en el cuerpo basal del flagelo bacteriano. (*clicar el pdf del fichero). A través de métodos de dispersión anómala de longitud de onda múltiple y única se ha podido observar la dispersión de los electrones en la proteína FlgA, revelando dos posibles conformaciones en función de su cristalización: por un lado la proteína nativa cristaliza en el grupo espacial C222 con una resolución de difracción de 2Å, mientras que la proteína marcada con selenometionina cristaliza en el grupo espacial C2221 con una resolución de difracción de 2,7Å.
El gen flga condifica la proteína FlgA; una proteína constituida por 219aminoácidos (aa) de 23 556 Da. El ensamblaje del anillo P ocurre en el espacio periplásmico, y la proteína FlgA puede funcionar allí porque su región N-terminal (amino) tiene las características de una secuencia señal típica.
| Nombre              | FlgA      |
| Familia             | proteína  |
| Número aminoácidos  | 219       |
| Peso                | 23.556 Da |
| T Anillamiento (Cº) | 60        |

## Relación con laSalmonella
Uno de los organismos con mayor relevancia en el estudio de la FlgA es la Salmonella. Esta bacteria presenta un anillo P dividido en las tres estructuras que se encuentra a su vez unido a los peptidoglicanos de la membrana.
La Salmonella typhimurium presenta un agregado de genes en la terminal de la región-I entre los que se hallan los genes flga y flgM determinantes para este anillo.

## Estructura y función
La función de la proteína FlgA es el ensamblaje del anillo P de flagelos bacterianos de Salmonella entérica o Escherichia coli. Para entender lo mencionado cabe saber lo siguiente:
El flagelo bacteriano es un ensamblaje macromolecular compuesto por aproximadamente 30 proteínas diferentes con números de copias que van desde varias hasta decenas de miles. Salmonella enterica serovar Typhimurium (S. enterica) es una bacteria gramnegativa móvil con flagelos ampliamente estudiados en distintos ámbitos.

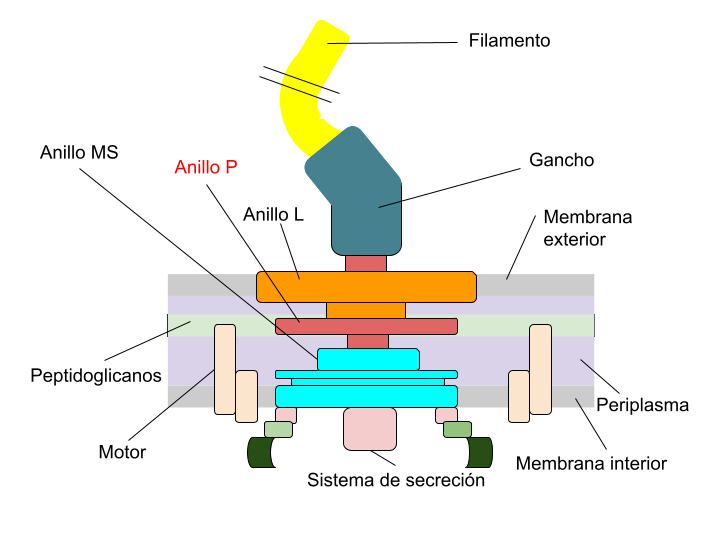
Anillo P dentro de la estructura flagelar

El flagelo bacteriano, en líneas generales,  consta de tres subestructuras principales: el cuerpo basal, el gancho y el filamento. El cuerpo basal contiene un motor rotatorio, compuesto por el anillo MS, el anillo LP y el eje de transmisión, llamado varilla, que atraviesa las membranas interna y externa de las células gramnegativas.
Conectado a la varilla está el gancho. Transmite el par motor al filamento, que forma una bobina helicoidal larga que funciona como una "hélice" fuera de la célula. El anillo LP estabiliza la rotación de alta velocidad del flagelo. Por un lado, el anillo L está formado por aproximadamente 26 copias de FlgH y está asociado a la membrana externa bacteriana. Por el otro lado, el anillo P está formado por aproximadamente 26 copias de proteína Flgl (codificadas por el gen flgl)y está asociado al peptidoglucano(PG) en la pared celular. Por la vía dependiente de Sec, FlgH y Flgl, previamente sintetizados en el citoplasma bacteriano, son exportados al periplasma. A excepción de la bacteria Phylum Firmicutes, para la que no son necesarios FlgH y FlgI, debido a la gruesa capa de PG que sostiene la varilla, para formar flagelos funcionales la mayoría de las bacterias gramnegativas requieren el anillo LP.

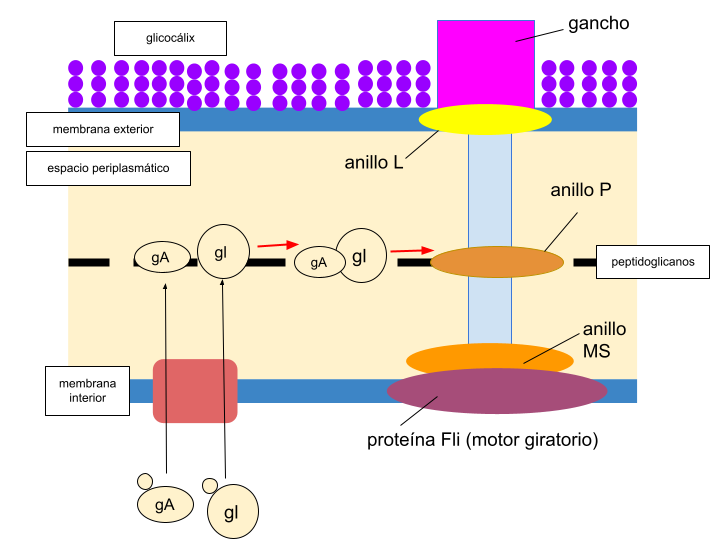
Estructura y formación del anillo.La interacción entre las proteínas FlgA y Flgl permite el ensamblaje del anillo P en el espacio periplasmático.

En el citoplasma, chaperonas adicionales específicas controlan el ensamblaje flagelar. FlgA es una proteína flagelar periplásmica responsable de la formación del anillo P. Dicha proteína posee una secuencia señal típica en su N-terminal, reconocida por la vía dependiente de Sec. La evidencia directa de la unión de FlgA a FlgI se demostró previamente mediante análisis genéticos y bioquímicos. La formación del anillo P es un paso clave que permite que el flagelo bacteriano atraviese la membrana externa. La formación del anillo L depende de un anillo P preformado, sin el cual el ensamblaje del anillo en L se ve gravemente afectado. Para poder comprender el mecanismo regulador del ensamblaje del anillo P por FlgA, cabe destacar la importancia de dos estructuras atómicas diferentes de FlgA, distinguidas gracias a la cristalización de Salmonella entérica serovar Typhimurium: las formas abierta y cerrada. Las estructuras de estas distintas formas revelan la flexibilidad estructural que es esencial para la función FlgA y la formación de anillos P. Experimentos con la cepa no flagelada de S. entérica SJW1446 muestran con mayor detalle cómo la flexibilidad de FlgA permite su función de chaperona durante el ensamblaje del anillo P.
FlgA se puede dividir en tres dominios, denominados D1 (residuos 1-74), D2 (residuos 75-142) y D3 (residuos 143-198). El extremo N comienza con una hélice α anfipática (α1), seguida de una lámina β antiparalela de cuatro cadenas. Las primeras tres cadenas β (β1, β2 y β3) están dentro de D1. La cuarta cadena β larga, β4, se extiende desde D1 hasta D2. El dominio D2 está compuesto por cuatro cadenas β cortas, antiparalelas, unidas por bucles. El dominio D3 está compuesto predominantemente por una hoja β de cinco cadenas (β8, β9, β10, β11, β12) que forma un barril β corto. Por otro lado, en la forma cerrada, D3 está más cerca de D1 y forma una estructura compacta.

## Mutaciones
Esta proteína a menudo presenta mutaciones que afectan a diversos organismos, generalmente del mundo de las bacterias.
Al tratarse de una proteína cuya función principal es el ensamblaje del anillo P, alteraciones de dicha proteína afectarán a la formación de las estructuras flagelares constituidas por el anillo.

### Mutaciones enCampylobacter jejuni
La Campylobacter jejuni una bacteria flagelar que puede causar diarrea . Este organismo se adhiere a la superficie de los alimentos gracias a la formación de una biopelícula, dependiendo de la viscosidad de la superficie (a mayor viscosidad, menor síntesis de biopelícula). Esta biopelícula es la que permite a la bacteria proliferar y sobrevivir en condiciones adversas. Esta película forma una especie de matriz tridimensional que dificulta el paso de agentes que resultan perjudiciales para el organismo, incrementando las posibilidades de supervivencia de los C.jejuni flagelares frente a los que no presentan movilidad. Mediante un experimento llevado a cabo en 2015 por Joo-Sung Kim, Changwon Park y Yun-Ji Kim, investigadores (del Korea Food Research Institute), se demostró la relación entre la falta de movilidad flagelar del C.jejuni y la biosíntesis de esta biopelícula, cuyo origen radica en mutaciones del flga. Como ya se ha explicado, la proteína FlgA codificada por este gen es crucial para el ensamblaje y estabilización de los flagelos. Estas estructuras son a su vez las responsables de la movilidad de la bacteria. Por tanto, es de esperar que alteraciones en estos flagelos, o incluso su ausencia en ciertas bacterias, suponga cambios en la capacidad móvil de determinadas cepas de C.jejuni. 
A partir de este experimento, se observó como el C.jejuni wild-type producía biopelícula de forma normal, mientras que el C.jejuni que presentaba una mutación interseccional de FlgA era capaz de producir un superficie de película mucho menor o incluso nula. En la matriz extracelular del C.jejuni wild-type se observaron también estructuras fibrilares muy similares a las de la biopelícula, mientras que las bacterias C.jejuni desprovistas de FlgA prácticamente no presentaban estas fibras. Esto se debe al hecho de que estas estructuras dependen, una vez más, de la secreción flagelar y por tanto, radica en el gen FlgA y su proteína de ensamblaje.

### Mutaciones en elPectobacterium carotovorum subsp. carotovorum
Algo parecido ocurre en muchas otras bacterias. Un estudio previo realizado en () centró su atención en el Pectobacterium carotovorum subsp. carotovorum, y pudieron observar de nuevo el papel que el FlgA juega en la movilidad celular y en sus posibilidades de supervivencia. Para ello se emplearon P. Carotovorum subsp. carotovorum con modificaciones en el transposón Tn5 que permitieron identificar 14 loci diferentes con funciones diversas. Los que nos incumben son aquellos determinantes de la motilidad que son el fliA, flhB y en concreto el flgA. Así, de las 14 variantes mutadas del  P. Carotovorum subsp. carotovorum observadas en una placa de agar semisólida, se observó que Pcc21-M5, Pcc21-M9 y Pcc21–M21 no tenían motilidad. Este hecho se debía a la presencia de inserciones en el transposón del flgA, fliA y flhB respectivamente. Además, igual que en el caso anterior de la C.jejuni, esta alteración en la formación de estructuras flagelares repercute de manera directa en la capacidad de la bacteria, P. Carotovorum subsp. carotovorum, para formar su biopelícula protectora. Así las variantes mutadas no solo de flgA sino también de fliA producen la mitad de superficie.